# Fusil d'assaut AO-63
Le fusil d’assaut AO-63 (en russe : Автомат АО-63) est un fusil d'assaut soviétique dérivé de l’AK-47, à deux canons, chambré pour la cartouche de 5,45 × 39 mm M74. Il a été conçu par Sergueï Gavrilovitch Simonov et Peter Andreevich Tkachev, et fabriqué par TsNIITotchMach. Il utilise une configuration de canons côte à côte, et il peut atteindre une cadence de tir maximale de 6000 coups par minute lorsqu’il tire en mode rafale de deux coups avec un délai de 0,01 seconde pour augmenter les performances balistiques, ce qui en fait le fusil d’assaut à la cadence de tir la plus rapide.

## Développement
Le fusil d’assaut AO-63 a été utilisé par les Spetsnaz lors des essais Abakan en mai/juin 1986, à la recherche d’une alternative plus précise pour remplacer le fusil standard AK-74. Il a été décrit dans le rapport officiel comme étant très précis, simple et fiable. 
Malgré sa précision et ses performances, il a ensuite été retiré, pour des raisons inconnues, de la compétition dont le Nikonov AN-94 est sorti victorieux.

## Caractéristiques
L’AO-63 est un fusil d’assaut à double canon, à emprunt de gaz, de calibre 5,45 x 39 mm, dérivé du fusil Kalachnikov.
L’arme a des canons côte à côte avec le canon droit prédominant, deux culasses rotatives/pistons à gaz et des éjections des deux côtés.
Le groupe de détentes a un sélecteur de tir à 3 positions sur le côté droit du récepteur. Le premier mode est semi-automatique avec un seul canon qui tire. Le second mode est complètement automatique avec les deux canons qui tirent avec un intervalle de 0,01 seconde entre deux coups. Le troisième mode est unique, car au début il tire une rafale de deux coups à 6 000 coups/min, puis un canon en totalement automatique à 850 coups/min. Le magasin est inhabituel car il a une double colonne principale contenant 30 coups, avec une seule colonne contenant 15 coups.